# Ray Shulman
Raymond Shulman, detto Ray (Portsmouth, 8 dicembre 1949 – Londra, 30 marzo 2023), è stato un bassista, produttore discografico e compositore britannico, noto principalmente per aver fatto parte del gruppo Gentle Giant.

## Biografia
Assieme ai fratelli maggiori Philip e Derek, come lui cantanti e polistrumentisti, fondò nel 1966 il gruppo di pop psichedelico Simon Dupree and the Big Sound che ottennero un effimero successo con il singolo Kites (1967) e si sciolsero due anni più tardi. Nel 1970 i fratelli Shulman unirono le forze con Kerry Minnear, Gary Green e Martin Smith e nacquero così i Gentle Giant, gruppo di rock progressivo rimasto attivo fino al 1980, nei quali Ray fu principalmente bassista e coautore ma suonò vari altri strumenti tra cui chitarra folk, tromba, violino, flauto dolce e percussioni. Dopo lo scioglimento dei Gentle Giant, Ray suonò per un breve periodo con il gruppo irlandese Minor Detail.
Tra la fine degli anni ottanta e gli anni novanta intraprese una carriera come produttore discografico, lavorando tra gli altri con The Sugarcubes, The Sundays e Ian McCulloch.